# Sebastien Knab
Sebastien Knab, OP (c. 1632 - 8 de setembro de 1690) foi um prelado católico romano que serviu como arcebispo de Naquichevão (1682-1690).

## Biografia
Sebastien Knab nasceu em Bamberg por volta de 1632 e foi ordenado sacerdote na Ordem dos Pregadores. No dia 28 de setembro de 1682, foi nomeado Arcebispo de Naquichevão durante o papado de Inocêncio XI. A 18 de outubro de 1682, foi consagrado bispo pelo cardeal Alessandro Crescenzi, bispo de Recanati e Loreto, tendo Odoardo Cibo, arcebispo titular de Seleucia na Isáuria, e Gregorio Carducci, bispo de Valva e Sulmona, servindo como co-consagradores. Serviu como Arcebispo de Naquichevão até à sua morte a 8 de setembro de 1690.